# Lisel Alamilla
Lisel Alamilla – belizeński polityk, członek Zjednoczonej Partii Demokratycznej, senator oraz  minister leśnictwa, rybołówstwa i zrównoważonego rozwoju.

## Życiorys
Związała się z lewicową Zjednoczoną Partią Demokratyczną.
12 marca 2015 na wniosek premiera Deana Barrowa została powołana na stanowisko senatora na pięcioletnią kadencję, a w drugim rządzie Barrowa objęła stanowisko ministra leśnictwa, rybołówstwa i zrównoważonego rozwoju.